# Sex (EP)
Sex é o segundo EP da banda inglesa de rock The 1975. O seu lançamento ocorreu em 19 de novembro de 2012, através da gravadora Dirty Hit. É o segundo de quatro EPs lançados antes do álbum The 1975. O lançamento do videoclipe para o single "Sex" ocorreu em 5 de outubro de 2012 no YouTube.

## Recepção da crítica
O EP recebeu críticas positivas. A revista Paste Magazine elogiou a banda pelos "vocais assombrados" e descreveu o single como "refrões completamente pegajosos." A revista Nylon Magazine elogiou o altruísmo da banda e o uso memorável das guitarras.

## Faixas
Todas as letras foram escritas por Matthew Healy, George Daniel, Nisha Sangar. A musicalidade, no entanto, ficou por conta da banda e de Coles and Coles.
| N.º            | Título                                                        | Duração |  |
| 1.             | "Intro/Set3"                                                  | 3:08    |  |
| 2.             | "Undo"                                                        | 4:04    |  |
| 3.             | "Sex"                                                         | 3:26    |  |
| 4.             | "You" ("You" tem duração de 4:50; "Milk" tem duração de 2:12) | 26:10   |  |
| Duração total: | Duração total:                                                | 36:48   |  |

| Sex - Edição americana |                                                           |         |  |
| N.º                    | Título                                                    | Duração |  |
| 1.                     | "Sex"                                                     | 3:27    |  |
| 2.                     | "Sex" (versão acústica)                                   | 4:06    |  |
| 3.                     | "Chocolate" (versão acústica)                             | 3:58    |  |
| 4.                     | "Head.Cars.Bending." (George Daniel Remix)                | 4:12    |  |
| 5.                     | "Is There Somebody Who Can Watch You" (Dream Koala Remix) | 3:54    |  |
| Duração total:         | Duração total:                                            | 15:39   |  |